# GNV Spirit
Il GNV Spirit  è un traghetto appartenente alla compagnia di navigazione italiana GNV

## Caratteristiche
Il GNV Spirit misura 203,90 metri di lunghezza e 25 metri di larghezza, la sua stazza è di 32.728 tonnellate. La nave ha una capacità di 1.608 passeggeri e dispone di un garage di 1.926 metri lineari che può contenere 1.000 veicoli distribuiti su quattro livelli e 110 rimorchi. Il garage è accessibile da due porte a rampa poste a poppa e da una porta a rampa anteriore. La propulsione della GNV Spirit è fornita da quattro motori diesel Wärtsilä-Sulzer NSD 16 ZAV 40S che sviluppano una potenza di 46.080 kW azionando due eliche che fanno girare la nave a una velocità di 28 nodi. La nave ha sei grandi scialuppe di salvataggio, una barca rigida di salvataggio e diverse zattere di salvataggio. Dal 2015 GNV Spirit è dotato di scrubber, dispositivi per la depurazione dei fumi respinti dai camini, riducendo così le emissioni di CO2. La nave dispone di 265 cabine situate principalmente sul ponte 8 ma anche nella parte anteriore del ponte 7 e sul retro del ponte 9. Con una capacità da due a quattro persone, tutte sono dotate di servizi igienici completi tra cui doccia. Alcune di esse sono suite e altre sono adatte a persone con mobilità ridotta. La GNV Spirit ha 9 ponti. Sebbene la nave si estenda in realtà su 11 ponti, i ponti 4 e 6, a livello di garage, sono inesistenti, sebbene siano ancora contati. Le sale passeggeri coprono tutti i ponti 7 e 8 e parte dei ponti 9 e 10. L'equipaggio, dal canto suo, abita nella parte anteriore del ponte 9. I ponti 3 e 5 sono interamente dedicati al garage così come la parte antistante ponti 1 e 2. 
Progettato per l'uso su una linea relativamente lunga, il GNV Spirit è di conseguenza equipaggiato nelle sue strutture per i passeggeri. Sul ponte 7, questi hanno due sale da pranzo (à la carte, buffet), tre bar (lounge bar, nightclub bar, brasserie-bar), nonché un negozio e un casinò. Sul ponte 10 a centro nave è presente anche un bar-lido con piscina.
Dalla revisione del febbraio 2011 effettuata dopo l'acquisto della nave da parte di Brittany Ferries, gli impianti sono organizzati come segue:
- Cap Finistère Bar: Il lounge bar principale situato a centro barca sul ponte 7;
- Planets Bar: Bar su due piani situato a poppa dei ponti 7 e 8 con ampia vetrata;
- Belle View Bar: Bar all'aperto situato a poppa sul ponte 9;
- Le Café: Pool bar situato al centro della nave sul ponte 10;
- Restaurant du Port: Il ristorante della nave situato a poppa sul ponte 7;
- Le petit Marché: Fast food situato al ponte 7 vicino al lounge bar;

Oltre a queste strutture, la nave è dotata di una sala giochi per bambini al ponte 10 e di un cinema al ponte 8 e di un negozio al ponte 7.

## Servizio
Alla fine degli anni '90, la compagnia Superfast Ferries ha dovuto affrontare una concorrenza sempre più agguerrita con le sue rivali Minoan Lines e ANEK Lines sulle linee tra la Grecia e l'Italia. Dall'introduzione dei traghetti veloci per auto da parte di Superfast nel 1995, i principali operatori del mare Adriatico hanno dotato tutte le loro flotte di unità simili, a cominciare da Minoan Lines nel 1997. Per stare al passo con i suoi concorrenti, è tanto più importante poiché ANEK Lines prevede anche l'entrata in servizio di navi veloci di grandissime dimensioni per il 2000, Superfast decide di costruire una terza coppia di traghetti per auto progettata per sostituire la Superfast III e la Superfast IV, anche se molto recenti. Due nuove navi denominate Superfast V e Superfast VI sono state quindi ordinate dai cantieri Howaldtswerke-Deutsche Werft di Kiel, in Germania, insieme ad altre quattro navi gemelle destinate alle future linee Superfast nel Nord Europa.
Il Superfast V e il Superfast VI assumono nel complesso le caratteristiche principali del Superfast III e del Superfast IV pur beneficiando di miglioramenti rispetto alla coppia precedente. Sono infatti leggermente più grandi e hanno una capacità significativamente maggiore con oltre 1.600 passeggeri e 1.000 veicoli.
La costruzione del Superfast V è iniziata a Kiel nel 1999 e la nave è stata varata nel 2000. Ma durante i lavori di completamento, il costruttore tedesco ha incontrato diverse difficoltà. Oltre a un forte ritardo nella costruzione, che compromette la consegna della nave per luglio 2000 come inizialmente previsto, si è verificato un incidente durante le prove in mare del traghetto per auto il 25 agosto, quando un guasto al trasmettitore di potenza provoca l'arresto delle macchine automaticamente. Superfast V, così come il suo gemello, dotato dello stesso sistema, rimangono poi in cantiere per un ulteriore periodo di tempo per correggere il difetto di fabbricazione del dispositivo progettato dall'azienda De Schelde. Mentre a novembre le navi sono pronte per la consegna, si fa notare che il loro pescaggio risulta essere più profondo di quanto originariamente previsto nel contratto di costruzione. Questo guasto comporterebbe quindi un maggiore consumo di carburante. Superfast chiede quindi che il difetto venga corretto, in caso contrario il cantiere sarà ritenuto responsabile.
Dopo una nuova serie di prove in mare effettuate il 19 e 29 marzo 2001, gli armatori sono soddisfatti delle prestazioni della nave. Battezzato il 5 aprile, fu consegnato lo stesso giorno a Superfast Ferries.

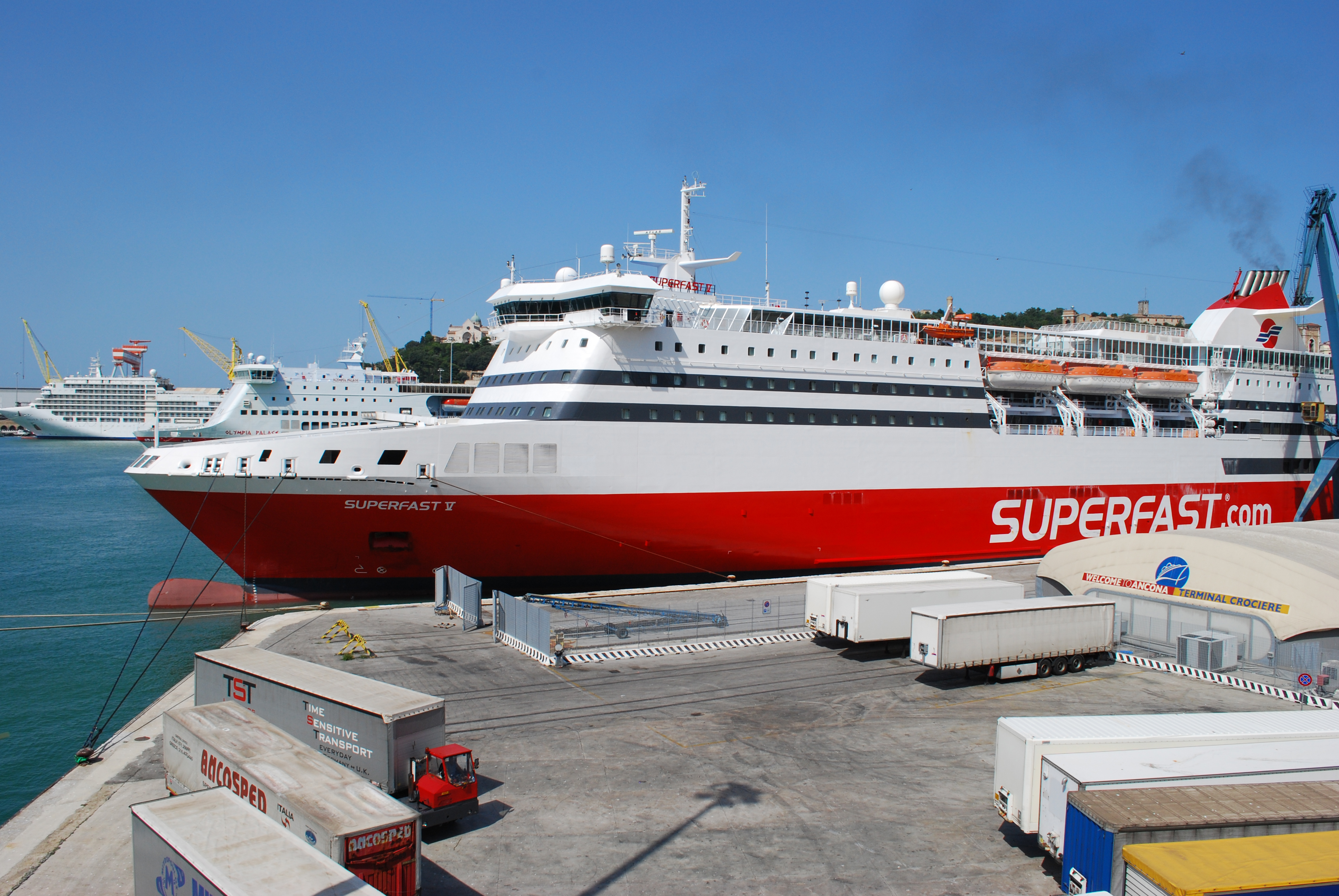
Il GNV Spirit (ai tempi Superfast V), visto dalla Olympic Champion, ormeggiato ad Ancona nell'estate del 2009.

Dopo aver lasciato la Germania per il Mediterraneo, Superfast V ha iniziato le operazioni commerciali il 12 aprile 2001 tra Patrasso e Ancona.
Nel novembre 2002 la nave si è recata ai cantieri Lloyds Werft di Bremerhaven per la correzione di piccoli guasti.
Alla fine degli anni 2000, a causa della crisi che ha colpito il mercato delle compagnie di navigazione greche, Superfast Ferries ha deciso di ridurre la propria flotta. La Superfast V è stata poi ceduta il 17 dicembre 2009 alla compagnia bretone Brittany Ferries per la somma di 81,5 milioni di euro. La nave ha completato la sua ultima traversata per Superfast l'11 febbraio 2010.
Brittany Ferries ha preso possesso della nave il 12 febbraio 2010 a Syros. Ribattezzato Cap Finistère, ha lasciato la Grecia il 16 febbraio per dirigersi alla Manica. Dopo aver effettuato prove di rampa nei porti di Cherbourg e Portsmouth, si dirige verso i cantieri Arno di Dunkerque per essere portato agli standard di Brittany Ferries, in particolare con i colori dell'armatore.
Il 22 marzo 2010, la nave prese ufficialmente il nome e poi salpò per la sua prima traversata commerciale da Cherbourg a Portsmouth.
In febbraio 2011, la nave si dirige a Danzica in Polonia per beneficiare dei lavori di ristrutturazione, in particolare per quanto riguarda gli allestimenti interni, che non erano stati tutti rifatti dall'acquisto della nave.
Il 25 marzo 2011 la Cap Finistère inaugura il nuovo collegamento della Brittany Ferries tra Portsmouth, Cherbourg e Bilbao in Spagna, aperto a causa dell'interruzione di questa linea finora fornita da P&O Ferries. La nave serve quindi questo porto alternativamente a quello di Santander.
Durante la sua sosta tecnica presso i cantieri Astander di Santander da gennaio a marzo 2015, la nave è stata dotata di depuratori di fumo, comunemente chiamati scrubber, al fine di ridurre le sue emissioni di zolfo. Per consentire l'installazione del dispositivo, viene modificato l'aspetto del suo camino, in particolare con la rimozione delle alette caratteristiche delle navi Superfast.
Nel 2019, durante la sua tappa tecnica a Santander, Cap Finistère è stata riverniciata nei nuovi colori di Brittany Ferries.
Il 29 luglio la nave è stata dirottata dalla Étel CROSS per fornire assistenza alla barca a vela Hiva Oa, disalberata e in difficoltà al largo di Brest a causa del maltempo. L'equipaggio della Cap Finistère è riuscito a localizzare la barca a vela alle 20:35. Quattro persone, di cui una lievemente ferita, sono state poi assistite da un elicottero Caiman della Marina francese.
La mattina del 12 aprile 2020 tra Bilbao e Portsmouth, la Cap Finistère ha prelevato un velista di 65 anni in difficoltà al largo di Cap Ferret dopo un danno a bordo della sua barca a vela.
Il 13 gennaio 2022, visto l'entrata in servizio della nuova Salamanca, la Brittany Ferries annuncia che la Cap Finistère è stata venduta all'italiana Grandi Navi Veloci che la inserirà nelle rotte del Mar Tirreno, prendendo il nome GNV Spirit.
Da marzo 2025 opera sulla Barcellona-Palma di Maiorca-Valencia in sostituzione del GNV Bridge, noleggiato a Caronte & Tourist.

## Navi gemelle
- Europa Palace (già Superfast VI e Cruise Olbia)